# Фестиваль Fantasporto 1985 года
Пятый фестиваль фантастических фильмов «Fantasporto» (порт. V Festival Internacional de Cinema Fantástico - Mostra de Cinema Fantástico) проходил с 8 по 17 февраля 1985 года в городе Порту (Португалия).

## Лауреаты конкурса полнометражных лент
Лучший фильм — «В компании волков» (The Company of Wolves), США, 1984, режиссёр Нил Джордан
Лучший режиссёр — Карл Шенкель за фильм «В нарушение правил» (нем. Abwärts, англ. Out of Order), ФРГ, 1984
Лучший актёр:
- Эдди Митчелл в фильме «Франкенштейн-90» (Frankenstein 90), Франция, 1984, режиссёр Ален Жессюа
- Джон Хёрт в фильме «1984» (Nineteen Eighty-Four), Великобритания, 1984, режиссёр Майкл Редфорд

Лучшая актриса — Адриана Эрран за роль в фильме «Мясо от твоего мяса» (Carne de tu сarne), Колумбия, 1981, режиссёр Карлос Майоло
Лучший сценарий — Поль Жегофф, Ален Жессюа за сценарий к фильму «Франкенштейн-90» (Frankenstein 90), Франция, 1984, режиссёр Ален Жессюа
Лучшие спецэффекты — «В компании волков» (Company of Wolves, The), США, 1984, режиссёр Нил Джордан
Приз критики — «В компании волков» (Company of Wolves, The), США, 1984, режиссёр Нил Джордан
Специальный приз — «За дверью» (Dicht hinter der Tür), Австрия, 1984, режиссёр Мансур Мадави
Специальное упоминание:
- «За дверью» (Dicht hinter der Tür), Австрия, 1984, режиссёр Мансур Мадави
- «Яма, маятник и надежда» (чеш. Kyvadlo, jama a nadeje, англ. The Pit, The Pendulum and Hope), Чехословакия, 1983, режиссёр Ян Свакмайер

Приз зрителей — «В компании волков» (The Company of Wolves), США, 1984, режиссёр Нил Джордан
Специальные упоминания зрителей — «В нарушение правил» (нем. Abwärts, англ. Out of Order), ФРГ, 1984, режиссёр Карл Шенкель